# Асахи (Нагано)
Асахи (яп. 朝日村 Асахи-мура) — село в Японии, находящееся в уезде Хигаситикума префектуры Нагано. Площадь села составляет 70,63 км², население — 4532 человека (1 августа 2014), плотность населения — 64,17 чел./км².

## Географическое положение
Село расположено на острове Хонсю в префектуре Нагано региона Тюбу. С ним граничат города Мацумото, Сиодзири и сёла Ямагата, Кисо.

## Население
Население села составляет 4532 человека (1 августа 2014), а плотность — 64,17 чел./км². Изменение численности населения с 1980 по 2005 годы:
| 1980 | 4228 чел. |  |
| 1985 | 4309 чел. |  |
| 1990 | 4381 чел. |  |
| 1995 | 4459 чел. |  |
| 2000 | 4908 чел. |  |
| 2005 | 4875 чел. |  |

## Символика
Деревом села считается сосна густоцветная, цветком — Erythronium japonicum.